# Кон (кантон)
Кон (фр. Caulnes) — упраздненный кантон во Франции, в регионе Бретань, департамент Кот-д’Армор. Входил в состав округа Динан.
Код INSEE кантона — 2206. Всего в кантон Кон входило 8 коммун, из них главной коммуной являлась Кон.

## Коммуны кантона
| Коммуна           | Население, чел. (1999) | Почтовый индекс | Код INSEE |
| ----------------- | ---------------------- | --------------- | --------- |
| Кон               | 2 016                  | 22350           | 22032     |
| Ганрок            | 195                    | 22350           | 22069     |
| Гитте             | 526                    | 22350           | 22071     |
| Ла-Шапель-Бланш   | 165                    | 22350           | 22036     |
| Плюмогат          | 1 004                  | 22350           | 22240     |
| Плюмодан          | 841                    | 22350           | 22239     |
| Сен-Жуан-де-л’Иль | 345                    | 22350           | 22305     |
| Сен-Маден         | 206                    | 22350           | 22312     |

## Население
Население кантона на 2006 год составляло 5 850 человек.
| 1962 | 1968 | 1975 | 1982 | 1990 | 1999  | 2006  | 2007 |
| ---- | ---- | ---- | ---- | ---- | ----- | ----- | ---- |
| -    | -    | -    | -    | -    | 5 298 | 5 850 | -    |